# Microestadio Antonio Rotili
El Microestadio Antonio Rotili es un estadio multidisciplinario, ubicado en la ciudad de Lanús, Argentina. Pertenece al Club Atlético Lanús y cuenta con una capacidad de 3000 espectadores. Allí disputa sus encuentros como local el primer equipo de básquet.
En el año 1993 albergó a la 6.ª edición del Juego de las Estrellas de la Liga Nacional de Básquet. Volvería a ser sede de este evento en su 31.ª edición, realizada en 2019.
El recinto fue sede de la instancia semifinal de la Liga de las Américas 2013, siendo este el torneo de básquet más importante a nivel continental, y del que además ha participado el Club Atlético Lanús.
En otros deportes, ha sido sede de campeonatos de taekwondo y otras artes marciales, peleas de boxeo y la liga argentina de vóley y selecciones nacionales.
También fue y es sede de grandes eventos musicales y culturales, se han presentado bandas importantes como Patricio Rey y sus Redonditos de Ricota, entre otras.
Junto al microestadio se encuentra una pileta semiolímpica de natación, e históricamente estuvo ubicada la sede administrativa del club, siendo esta trasladada a un edificio anexo al Estadio Ciudad de Lanús - Néstor Díaz Pérez en el año 2014.